# واکنش بمفورد استیونز
واکنش بمفورد استیونز یک واکنش شیمیایی است که در طی آن در اثر واکنش یک توسیل هیدرازون با یک باز قوی آلکن تولید می‌گردد. نام این واکنش به افتخار شیمیدان بریتانیایی ویلیام رندال بمفورد و شیمیدان اسکاتلندی توماس استیون استیونز گذاشته شده است. استفاده از حلال غیرپروتیک محصول آلکان نوع Z در حالی که حلال پروتیک موجب تشکیل مخلوطی از آلکانهای نوع E و Z می گردد. 
واکنش میان توسیل هیدرازون و معرف آلکیل لیتیوم به واکنش واکنش شاپیرو معروف است.

## مکانیسم واکنش
در اولین مرحله ترکیب دی آزو ۳ تشکیل می گردد.
درحلال پروتیک ترکیب دی آزو ۳ بر اثر تجزیه شدن به ترکیب کاربنیوم یون 5 تبدیل می گردد.
در حلال غیرپروتیک ترکیب دی آزو ۳ بر اثر تجزیه شدن به ترکیب کاربن ۷ تبدیل می گردد.